# اس‌ام‌اس البینگ

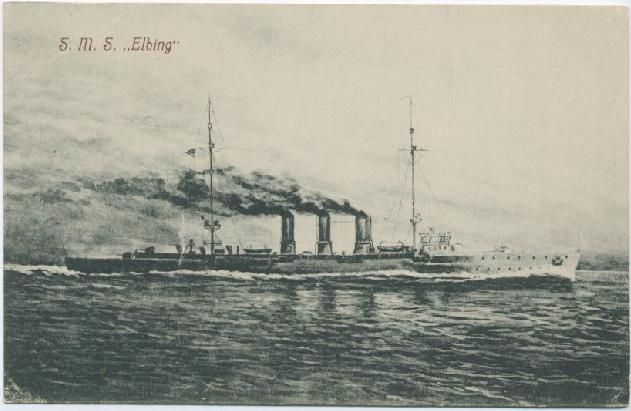
کشتی اس‌ام‌اس البینگ

اس‌ام‌اس البینگ (به انگلیسی: SMS Elbing) یک کشتی بود که طول آن ۱۳۵٫۳ متر (۴۴۴ فوت) بود. این کشتی در سال ۱۹۱۴ ساخته شد.